# Si licet exemplis in parvis grandibus uti
 Si licet exemplis in parvis grandibus uti лат.(изговор: си лицет егсемплис ин парвис грандибус ути.) срп. Ако је допуштено да се у малом служимо великим примјерима. Овидије

## Поријекло изреке
Ову изреку је рекао чувени римски пјесник Овидије у смјени старе у нову еру.

## Тумачење
Недопустиво је да се о малом служимо великим примјерима.

## О истом Вергилије
Si licet parva componere magnis (Вергилије)